# 吉永みち子
吉永 みち子（よしなが みちこ、1950年3月12日 - ）は、日本のノンフィクション作家。テレビコメンテーター。元競馬新聞記者。旧姓は鈴木。CNNj放送番組審議会委員。

## 来歴
埼玉県川口市出身。中学生の時、母子家庭の家計を助けるためアイドルタレントになろうと考え、渡辺プロダクションのオーディションを受けて合格（ただし芸能活動は行わず）。その後、埼玉県立浦和第一女子高等学校、1973年に東京外国語大学外国語学部インドネシア語学科卒業後、競馬専門紙「勝馬」を発行する立馬株式会社に入社。日本初の女性競馬新聞記者となる。
夕刊紙「日刊ゲンダイ」の記者を経て、1977年に騎手（当時）の吉永正人と結婚（後に離婚）。ただし、騎手・調教助手の吉永護は正人の前妻との間に生まれた子供であり、みち子の実子ではない。また、正人の弟の吉永良人とは義理の弟の関係であった。なお、正人が亡くなる直前には彼の身の回りの世話をしていたという。
1978年、株式会社日刊現代を退社し、約5年間の専業主婦。1983年、雑誌「優駿」誌上の日本ダービー50周年企画で募集されたエッセイコンテスト「優駿エッセイ賞」最優秀作を受賞。これは『気がつけば騎手の女房』のベースとなる作品であった。1984年に『気がつけば騎手の女房』でノンフィクション作家となる。同作で第16回大宅壮一ノンフィクション賞を受賞。
テレビのコメンテーターのほか、男女共同参画運動をテーマとした講演をたびたび行っている。
1999年6月～2000年2月宝酒造のTaKaRa酒生活文化研究所が主催し6回開講する事業の酒育大学学長になる。
障害者に乗馬を楽しんでもらうNPO法人、RDA Japan副理事長を務めていた。2007年にはプロ野球・西武ライオンズスカウトのアマチュア2選手に対する裏金授受事件を受けて球団が全容解明のために設置した第三者による調査委員会のメンバーにも選ばれた。
過去には政府税制調査会、地方分権改革推進会議、郵政行政審議会、外務省を変える会などの委員を歴任している。2010年、前田恒彦元検事らによる大阪地検特捜部主任検事証拠改ざん事件を受けて設置された検察の在り方検討会議委員に就任。また、映画倫理委員会副委員長や民間放送教育協会の会長も務める。2022年日本年金機構理事。

## 人物
ノンフィクション作家に転身後は、主に競馬関係や女性の視点から物事を捉えた著作が多い。

## 著書
- 『気がつけば騎手の女房』草思社 1984年 のち集英社文庫
- 『気がつけば三十なかば』文藝春秋 1987年 のち文庫
- 『吉永みち子のさわやかトップ訪問』平凡社 1988年
- 『気分はグリーングラス』朝日出版社 1989年 のち集英社文庫
- 『繋がれた夢』講談社 1989年 のち文庫（小説）
- 『もっと馬を!』平凡社 1990年
- 『下宿屋さん』講談社 1992年
- 『お隣りの外国人』瀬戸山玄写真 平凡社 1993年
- 『ドラマティック 今を駆ける18人の男たちの断章』小学館 1993年
- 『愛のひとムチ勝負 子育てに悩む親たちへ』日本経済新聞社 1994年
- 『女が自分を生きるには 16枚の合わせ鏡』青春出版社 1994年
- 『風花のひと 亡き母と私』中央公論社 1994年 『母と娘の40年戦争』集英社文庫
- 『カントリー・ビート』家の光協会 1994年
- 『旅路の果ての名馬たち』大和出版 1994年
- 『シンザン物語 蹄跡よ永遠に』大和出版 1995年
- 『馬に魅せられた女たち』アリアドネ企画 1996年
- 『子供を蝕む家族病』小学館 1996
- 『総理とその女房 橋本久美子は聞きしにまさる…』光文社 1997年
- 『トライアル 難病と闘う家族たち』テレビ朝日事業局出版部 1997年
- 『6ぴきと8にん物語』日本放送出版協会 1999年
- 『斗酒空拳』TaKaRa酒生活文化研究所 酒文ライブラリー 1999年
- 『性同一性障害 性転換の朝』集英社新書 2000年
- 『そして燦く』日経ホーム出版社 2000年
- 『麻婆豆腐の女房 「料理の神様」を支え、「鉄人」を育てた人生』光文社 2000年 :〈改題〉『麻婆豆腐の女房 「赤坂四川飯店」物語』知恵の森文庫
- 『老婆は一日にしてならず』東京書籍 2002年
- 『晴ればれ更年期 女ざかりがもっと輝く処方箋』祥伝社 2003年
- 『女偏地獄』集英社文庫 2004年
- 『ボクって邪魔なの?』小学館 2004年
- 『変な子と呼ばれて ミッシェル・近藤の人生』ちくまプリマー新書 2005年
- 『どこゆく?団塊男どうする!団塊女』日本経済新聞社 2006年
- 『オバハン流旅のつくり方』中央公論新社 2007年
- 『子供たちは甦る! 少年院矯正教育の現場から』集英社 2007年
- 『26の「生きざま!」』日経ビジネス人文庫 2008年
- 『40代。自分が変わる生き方』海竜社 2008年
- 『怖いもの知らずの女たち』山と溪谷社 2009年 のち文庫
- 『老いも孤独も踏み越えて 行くが女の生きる道ってか』主婦の友社 2011年
- 『人生を決めた"あの時"』光文社知恵の森文庫 2012年

### 共著編
- 『写真集ミスターシービー』共著 サラブレッド血統センター 1986年
- 『男の魅力女の引力』佐高信共著 労働旬報社 1993年
- 『素敵なカントリー・ライフ』編 家の光協会 1994年
- 『こうすれば学校を救える』保坂展人、斎藤次郎共著 風媒社ブックレット 2000年
- 『お願いしますよ、小泉さん!』田中秀征共著 アミューズブックス 2002年
- 『しぶとく自分を生き抜く!』小宮一慶共著 海竜社 2013年

## 出演番組
テレビ
| 期間         | 期間          | 番組名                                                                | 役職                               |
| ------------ | ------------- | --------------------------------------------------------------------- | ---------------------------------- |
| 1993年4月    | 2011年3月     | スーパーモーニング（テレビ朝日）                                      | コメンテーター                     |
| 1998年8月    | 2012年3月     | パックインジャーナル（朝日ニュースター）                              | ゲストコメンテーター               |
| 1998年10月   | 2002年3月     | ここがヘンだよ日本人（TBS）                                           | パネリスト出演                     |
| 2002年4月    | 2014年3月     | みのもんたのサタデーずばッと→サタデーずばッと（TBS）                  | ジャーナリスト側でのコメンテーター |
| 2004年4月4日 | 2010年9月25日 | スーパーサタデー（東海テレビ）                                        | 不定期でのコメンテーター           |
| 2002年7月    | 2010年9月     | やじうまプラス（テレビ朝日）                                          | 金曜日コメンテーター               |
| 2004年10月   | 2009年3月     | ムーブ!（朝日放送）                                                   | 金曜日コメンテーター               |
| 2011年4月    | 2015年9月     | 情報満載ライブショー モーニングバード!→モーニングバード（テレビ朝日） | 金曜日コメンテーター               |
| 2014年4月    | 2017年3月     | 報道LIVE あさチャン!サタデー（TBS）                                   | コメンテーター                     |
| 2015年10月   | 2021年3月     | 羽鳥慎一モーニングショー（テレビ朝日）                                | 金曜日コメンテーター               |
| 2021年4月    | 現在          | 大下容子ワイド!スクランブル（テレビ朝日）                             | 火曜日コメンテーター               |

ラジオ
- ズバリ快答!テレフォン身の上相談 （TBSラジオ、木曜担当パーソナリティ）

## 社会的活動
- 国立大学法人東京外国語大学経営協議会委員
- 公益財団法人日本尊厳死協会顧問